# (14542) Karitskaya
(14542) Karitskaya (1997 SW9) – planetoida z pasa głównego asteroid okrążająca Słońce w ciągu 5,38 lat w średniej odległości 3,07 j.a. Odkryta 29 września 1997 roku.